# Фудзимото, Тацуки
Тацуки Фудзимото (яп. 藤本 タツキ Фудзимото Тацуки, род. 10 октября 1993 года, Никахо, Акита) — японский мангака, наиболее известный своими работами «Огненный удар» и «Человек-бензопила». Окончил среднюю школу Никахо префектуры Акита и Университет искусств и дизайна Тохоку, учился на факультете изящных искусств.

## Биография
Фудзимото начал рисовать в раннем возрасте. В его родном городе не было подготовительных школ рисования, поэтому он ходил на уроки рисования, которые посещали его бабушка и дедушка, и практиковался в рисовании маслом там. Примерно с первого или второго года старшей школы Нагато публиковал веб-комиксы под своим именем. Фудзимото считает, что Суи Исида и ONE внесли большой вклад в его творчество, потому что они печатались в одном журнале. После окончания университета он какое-то время не работал и размещал свои работы в журнале Jump SQ (Shueisha). Получил почётное упоминание на вручении премии Crown Newcomer Manga Award за сингл Koi wa Blind.
Фудзимото опубликовал свою первую крупную работу «Огненный удар» в онлайн-журнале Shonen Jump+, где она выходила с 18 апреля 2016 по 1 января 2018 года. Вторая крупная работа, «Человек-бензопила», публиковалась в еженедельнике Weekly Shonen Jump с 3 декабря 2018 по 14 декабря 2020 года. Серия была собрана в одиннадцати томах. Продолжение манги начало выходить в Shonen Jump+ 13 июля 2022 года.
Также мангака проиллюстрировал обложку сборника рассказов 5-minute stories: An Unexpected End (яп. ５分で読める驚愕のラストの物語 Го-бун дэ ёмэру кё:гаку но расуто но моногатари, «Пятиминутные истории с неожиданным концов»), выпущенного 2 апреля 2021 года. Фудзимото участвовал в качестве приглашённого судьи на онлайн реалити-шоу Shonen Jump+ «Million Tag» в июле 2021 года. Мангака опубликовал ваншот «Оглянись» в Shonen Jump+ 19 июля 2021 года. История была выпущена Shueisha в одном томе 3 сентября 2021 года. «Оглянись» возглавил Kono Manga ga Sugoi!-2022 в категории сёнэн.
Вместе с иллюстратором Ото Тодой 4 июля 2022 года Фудзимото опубликовал в Shonen Jump+ ваншот Just Listen to the Song.
Риофф Карма, известный рэпер в Японии, похвалил «Оглянись».

## Работы

### Многотомные
- «Огненный удар» (яп. ファイアパンチ Фаиа Панти) (2016–2018)
- «Человек-бензопила» (яп. チェンソーマン Тэнсо:ман) (2018–н. в.)

### Ваншоты
- Seigi no Mikata (яп. 正義の見方 Сэйги но миката, «Поборник справедливости») (2013)
- Kami Hikouki (яп. かみひこうき Ками хико:ки, «Бумажный самолётик») (2013)
- Tatsuki Fujimoto Before Chainsaw Man (яп. 藤本タツキ短編集 Фудзимото Тацуки тампэнсю:, «Сборник историй Тацуки Фудзимото») (2021)
- «Оглянись» (яп. ルックバック Рукку бакку) (2021)
- «Прощай, Эри» (яп. さよなら絵梨 Саёнара Эри) (2022)
- Just Listen to the Song (яп. フツーに聞いてくれ Фуцу: ни кийтэкурэ, «Просто послушай») (2022)